# Bögre

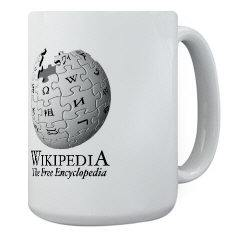
Teáscsésze Wikipédia-logóval

A bögre kb. 5 dl. űrtartalmú hengeres formájú edény, melyből munkahelyeken védőitalokat szokás fogyasztani, például ásványvíz, szikvíz, tea. A konyhatechnikában általában mérőeszközként, folyadékok (víz, tej, leves stb.), illetve termények (bab, lencse, rizs stb.) kimérésére is, míg a háztartásokban inkább csak víz merésre használják. Hivatalosabb eseményeken általában nem használnak bögréket italok felszolgálására, helyettük 2,5 dl űrtartalmú teáscsészét használnak.
Sok bögrét készítenek valamilyen kerámiából, mint az agyag, a fajansz vagy a porcelán. Némelyiket edzett üvegből készítik, de készülnek bögrék műanyagból, acélból, illetve – ahol a strapabírás fontos, például kempingezőknél – zománcozott fémből. A dekorálásra matricázást vagy selyemszitanyomást használnak, ezeket beleégetik a bögrébe, hogy biztosítsák a tartósságot. A csészétől csak űrtartalmával különbözik, alakjuk azonos, anyaguk a fentiek szerint változó.
Külön meg kell említeni az üvegből készült és szintén 5 dl-es söröskorsót, amelyet a vendéglátóhelyeken használnak. Formailag hasonló, de egyes országokban (cseh, német stb.) készülhet belőle nagyobb űrméretű és más alakú is.

## Fordítás
- Ez a szócikk részben vagy egészben a Mug című angol Wikipédia-szócikk ezen változatának fordításán alapul.  Az eredeti cikk szerkesztőit annak laptörténete sorolja fel. Ez a jelzés csupán a megfogalmazás eredetét és a szerzői jogokat jelzi, nem szolgál a cikkben szereplő információk forrásmegjelöléseként.